# Муха (фільм, 1986)
«Муха» (англ. The Fly) — американський фільм жахів 1986 року.

## Сюжет
Вчений Сет Брандл відкриває можливість телепортації, яка дозволяє переносити матерію з одного місця в інше шляхом дезінтеграції та з'єднання. Він запрошує у свою лабораторію журналістку Вероніку Квайф, щоб продемонструвати їй свою роботу. Молода журналістка хоче написати статтю про досягнення Брандла. Почавши з переміщення в просторі неживих предметів, Брандл вирішує поекспериментувати з живими істотами. Натхнений вдалим результатом телепортації мавпи, він намагається провести експеримент на самому собі. Але в його кабіну випадково потрапляє муха. В результаті телепортації фрагменти мухи з'єднуються з тілом вченого. Незабаром його поведінка починає змінюватися, і Брандл починає перетворюватися на муху.

## У ролях
| Актор            | Роль                |
| ---------------- | ------------------- |
| Джефф Голдблюм   | Сет Брандл          |
| Джина Девіс      | Вероніка Квайф      |
| Джон Гетц        | Стейтіс Боранс      |
| Джой Бошел       | Тоні                |
| Леслі Карлсон    | доктор Брент Чиверс |
| Джордж Чувало    | Маркі               |
| Майкл Коупмен    | людина в барі       |
| Девід Кроненберг | гінеколог           |
| Керол Лазар      | медсестра           |
| Шон Г'юїт        | клерк               |

## Саундтрек
| Список треків | Список треків            | Список треків |
| #             | Назва                    | Тривалість    |
| ------------- | ------------------------ | ------------- |
| 1.            | «The Fly (Main Theme)»   | 1:52          |
| 2.            | «Plasma Pool»            | 1:51          |
| 3.            | «The Last Visit»         | 2:22          |
| 4.            | «Stathis Enters»         | 2:17          |
| 5.            | «The Phone Call»         | 2:03          |
| 6.            | «Seth Goes Through»      | 2:02          |
| 7.            | «Ronnie Comes Back»      | 0:52          |
| 8.            | «The Jump»               | 1:19          |
| 9.            | «Seth and The Fly»       | 1:41          |
| 10.           | «Particle Magazine»      | 0:58          |
| 11.           | «The Armwrestle»         | 0:57          |
| 12.           | «Brundlefly»             | 1:41          |
| 13.           | «Ronnie's Visit»         | 0:33          |
| 14.           | «The Street»             | 0:43          |
| 15.           | «The Stairs»             | 1:24          |
| 16.           | «The Fingernails»        | 2:31          |
| 17.           | «Baboon Teleportation»   | 0:55          |
| 18.           | «The Creature»           | 2:05          |
| 19.           | «Steak Montage»          | 0:55          |
| 20.           | «The Maggot/Fly Graphic» | 1:32          |
| 21.           | «Success With Baboon»    | 0:55          |
| 22.           | «The Ultimate Family»    | 1:55          |
| 23.           | «The Finale»             | 2:45          |
| 36:10         |                          |               |